# Saint Jean Climaque
 Saint Jean Climaque ou Saint Jean Climaque, saint Georges et saint Blaise (en russe : Иоанн Лествичник c'est-à-dire Jean à l'échelle) est une icône russe du XIIIe siècle réalisée dans la région de Veliki Novgorod, par un peintre dont le nom n'est pas connu.

## Saint Jean Climaque
Jean Climaque est l'auteur du traité appelé L'Échelle sainte (en grec ancien κλῖμαξ / klĩmax), d'où il tire son surnom de Climaque. C'est un traité destiné aux moines et qui vise à leur faire atteindre la perfection en 30 degrés représentés sur une échelle par les iconographes. Certains atteignent le sommet de l'échelle, mais d'autres tombent des marches à différents niveaux pour être entraînés en enfer par les démons, selon l'imagerie de l'époque. 
L'attention aux détails est évidente dans la couverture ornée du livre qu'il tient en main. Saint Georges est en prince-guerrier et montre son épée. Saint Blaise est en vêtements d'évêque. Le choix des saints de cette icône marque une forte influence populaire à l'époque à Novgorod. Saint Georges est protecteur du bétail. Saint Blaise (en russe : Vlasij) est le Vélès païen. Comme à Byzance, il est un gardien de bœufs. Là où se trouvaient des sanctuaires au dieu païen on trouve des églises consacrées à Blaise (Comme à Kiev et Novgorod). 

## Novgorod
Novgorod a échappé au joug qui a suivi les invasions mongoles du fait de sa position géographique à l'Ouest de la Rus'. Sa tradition artistique se poursuit sans interruption entre le XIIIe siècle et le XIVe siècle et s'épanouit comme nulle part ailleurs en Russie. Cette icône de Jean Climaque témoigne clairement de la rupture particulière qui se produit à Novgorod avec la tradition byzantine. Les personnages sont représentés immobiles, figés rappelant des idoles sculptées en bois. Plus de trace de spiritualité byzantine, mais par contre d'une force psychologique et d'une énergie spirituelle intense qui se traduit dans l'expression des regards. Le dessin est sommaire, la composition est simple, sans éloquence narrative.

## Couleurs
Les couleurs sont intenses : rouge de cinabre, marron, vert émeraude ocre jaune et blanc. Ce fond rouge est assez rare dans l'art russe et rapproche, par cet aspect, cette icône, de l'art balkanique et grec. En particulier du XIIIe siècle. Mais il n'est pas exclu que ce fond rouge provienne de l'art populaire. Ces couleurs sont posées en plages nettes, sans clair-obscur et sur de larges bandes.
Le rouge est la couleur la plus active : elle s'avance vers le spectateur. Son dynamisme proche de la lumière peut servir de fond à l'icône comme l'or et le blanc.

## Visages
Les visages sont typiquement russes. Du type de ceux des fresques de Église de la Transfiguration-du-Sauveur-sur-Néréditsa
(1198) selon Victor Lazarev. Mikhaïl Alpatov rapproche plutôt l'icône des fresques de l'Église de la Transfiguration-du-Sauveur du monastère de la Miroja, même si la simplification est ici plus poussée. Les visages sont traversés par des ombres profondes et des rehauts clairs. Cela rend ces visages sévères, ascétiques, avec leur forme géométrique. Fort éloignés de ceux du monde méditerranéen de Byzance, ils témoignent des conditions de vie difficiles à cette époque.

## Perspective
Cette icône est démesurément étirée. La taille du personnage central de Jean Climaque est plus de deux fois plus élevée que celle des deux saints à ses côtés. Les deux saints arrivent au genoux du moine. C'est peut-être une choix qui a été dicté par celui qui a commandé l'œuvre note Lazarev. C'est un bon exemple de perspective signifiante dite aussi perspective d'importance. Par l'agrandissement des proportions le personnage central semble sortir de l'icône vers le spectateur. Les lignes de force de la représentation sont ainsi inversées. La proportion monumentale du personnage sont encore accentuées par le ton brun foncé de son habit de moine et pas sa longue barbe blanche sous son visage. Par ce principe de taille de représentation l'auteur veut mettre en évidence la sainteté du personnage. Son aspect temporel est recouvert par le rayonnement de ses valeurs éternelles, comme l'expose la Théologie de l'icône. De même, en Orient et à Rome, les empereurs étaient représentés plus grands que leur entourage pour souligner leur plus grande dignité.         